# Equações de Yang-Mills-Higgs
Em matemática, as equações de Yang-Mills-Higgs são um conjunto de equações parciais diferenciais não-lineares  para um campo de Yang-Mills, dado por uma conexão, e um campo de Higgs, dado por uma seção de um fibrado vectorial. Estas equações são:
{\displaystyle D_{A}*F_{A}+*[\Phi ,D_{A}\Phi ]=0,}
{\displaystyle D_{A}*D_{A}\Phi =0}
com o valor sobre o contorno
{\displaystyle \lim _{|x|\rightarrow \infty }|\Phi |(x)=1.}
Essas equações são nomeados em homenagem a Chen Ning Yang, Robert L. Mills e Peter Higgs.